# Felipe Di Marco
Felipe Di Marco (Rosario, Santa Fe, 3 de mayo de 1963) ex un exfutbolista argentino que se desempeñaba defensor.

## Trayectoria

### Newells
Di Marco se formó y debutó en Newells en 1987.

### Chaco For Ever
En la temporada 1987/88 llegó a Chaco For Ever. En su primera temporada perdió la final por el segundo ascenso a primera división. En la temporada siguiente se coronó campeón de la B Nacional y obtuvo el ascenso a primera.

### Atlético Tucumán
Se mudó a San Miguel de Tucumán en 1990, para sumarse a Atlético Tucumán. En el decano jugó una temporada y marcó 5 goles.

### Deportivo Morón
Llegó a Deportivo Morón en 1992. En el gallito jugó hasta el año 1994.

## Clubes
| Club             | País      |
| ---------------- | --------- |
| Newells          | Argentina |
| Chaco For Ever   | Argentina |
| Atlético Tucumán | Argentina |
| Deportivo Morón  | Argentina |

## Palmarés
| Título     | Equipo         | País      | Año     |
| ---------- | -------------- | --------- | ------- |
| B Nacional | Chaco For Ever | Argentina | 1988/89 |